# Mannaz
| Mannaz           | Mannaz          | Mannaz          | Mannaz         | Mannaz         | Mannaz         | Mannaz         |
| Nome             | Proto-germanico | Proto-germanico | Antico inglese | Antico inglese | Norreno        | Norreno        |
| ---------------- | --------------- | --------------- | -------------- | -------------- | -------------- | -------------- |
| Nome             | *Mannaz         | *Mannaz         | Man            | Man            | Maðr           | Maðr           |
| Significato      | uomo            | uomo            | uomo           | uomo           | uomo           | uomo           |
| Forma            | Fuþark antico   | Fuþark antico   | Fuþorc         | Fuþorc         | Fuþark recente | Fuþark recente |
| Forma            |                 |                 |                |                |                |                |
| Unicode          | ᛗ U+16D7        | ᛗ U+16D7        | ᛗ U+16D7       | ᛗ U+16D7       | ᛘ U+16D8       | ᛙ U+16D9       |
| Traslitterazione | m               | m               | m              | m              | m              | m              |
| Trascrizione     | m               | m               | m              | m              | m              | m              |
| IPA              | [m]             | [m]             | [m]            | [m]            | [m]            | [m]            |
| Ordine alfab.    | 20              | 20              | 20             | 20             | 14             | 14             |

*Mannaz, o *Manwaz (in italiano "uomo"), è il nome proto-germanico ricostruito della runa del Fuþark antico m (carattere Unicode ᛗ). Tale runa compare anche nel Fuþorc anglosassone e frisone con il nome di Man e nel Fuþark recente con il nome di Maðr; in quest'ultimo caso si mantennero solo il nome ed il valore fonetico, mentre la forma venne tratta dalla runa algiz.
Come indicano la forma ed il valore fonetico, la mannaz deriva dalla lettera greca mi (Μ).
Il nome della corrispondente lettera dell'alfabeto gotico (, Unicode 𐌼) è manna.

## Poemi runici
La mannaz è menzionata in tutti e tre i poemi runici: in quelli norvegese ed islandese viene chiamata maðr, mentre in quello anglosassone viene chiamata man.
| Poema runico: | Traduzione: |
| Antico norvegese ᛉ Maðr er moldar auki; mikil er græip á hauki.                                                                                        | L'uomo è un prodotto della polvere; grande è l'artiglio del falco. |
| Antico islandese ᛉ Maðr er manns gaman ok moldar auki ok skipa skreytir. homo mildingr.                                                                | L'uomo è delizia dell'uomo e prodotto della terra ed ornamento delle navi.                                                                                                  |
| Antico inglese ᛗ Man byþ on myrgþe his magan leof: sceal þeah anra gehwylc oðrum swican, forðum drihten wyle dome sine þæt earme flæsc eorþan betæcan. | L'uomo gioioso è caro ai suoi parenti; eppure ogni uomo è destinato ad abbandonare il suo compagno, finché il Signore per suo decreto rimetterà la vile carogna alla terra. |

## Interpretazioni e Significato
Come avviene per la gran parte delle rune appartenenti al sistema del Fuþark antico, attualmente abbiamo a disposizione solamente pochissime notizie in merito al suo significato. In base a quanto indicato nei diversi poemi runici si può però intuire che il suo significato vada ben oltre quello di "uomo", ma si carichi di un senso più mistico nel momento in cui include al suo interno l'intera umanità intesa come interazione tra esseri sociali.
Analizzando la sua forma, è possibile notare come la runa si componga di due linee verticali (che indicano due individui, due membri della rete sociale) collegate tra loro da due linee, una dall'alto verso il basso e una dal basso verso l'alto. Comunemente, si ritiene che tale raffigurazione indichi la necessità di ricercare un equilibrio all'interno delle relazioni umane, in cui ogni individuo da e allo stesso tempo prende qualcosa dall'altro. Seguendo tale interpretazione, la runa Mannaz si può quindi ritenere intimamente collegata alla runa Gebo.